# Diskografie The All-American Rejects
Toto je seznam vydané diskografie americké rockové skupiny The All-American Rejects.

## Alba

### Studiová alba
| Název                                                                                   | Detaily o albu                                                                                            | Umístění v hitparádách | Umístění v hitparádách | Umístění v hitparádách | Umístění v hitparádách | Umístění v hitparádách | Umístění v hitparádách | Umístění v hitparádách | Umístění v hitparádách | Umístění v hitparádách | Umístění v hitparádách | Prodeje         | Certifikace                                    |
| Název                                                                                   | Detaily o albu                                                                                            | US                     | AUS                    | AUT                    | CAN                    | GER                    | IRL                    | JPN                    | NZ                     | SCO                    | UK                     | Prodeje         | Certifikace                                    |
| --------------------------------------------------------------------------------------- | --- | ---------------------- | ---------------------- | ---------------------- | ---------------------- | ---------------------- | ---------------------- | ---------------------- | ---------------------- | ---------------------- | ---------------------- | --------------- | ---------------------------------------------- |
| The All-American Rejects                                                                | - Vydáno: 15. října 2002 - Znovuvydáno: 4. února 2003 - Vydavatelství: Doghouse, DreamWorks (znovuvydání) | 25                     | —                      | —                      | —                      | —                      | —                      | 86                     | —                      | 44                     | 50                     | - US: 1,010,000 | - RIAA: Platinum - BPI: Silver - MC: Platinum  |
| Move Along                                                                              | - Vydáno: 12. července 2005 - Vydavatelství: Interscope                                                   | 6                      | —                      | —                      | 3                      | —                      | —                      | 204                    | 31                     | 39                     | 45                     | - US: 2,000,000 | - RIAA: 3× Platinum - MC: Platinum - BPI: Gold |
| When the World Comes Down                                                               | - Vydáno: 16. prosince 2008 - Vydavatelství: DGC, Interscope                                              | 15                     | 35                     | 39                     | 3                      | 35                     | 81                     | 100                    | 19                     | 53                     | 48                     | - US: 422,000   | - RIAA: Platinum - BPI: Silver                 |
| Kids in the Street                                                                      | - Vydáno: 26. března 2012 - Vydavatelství: DGC, Interscope                                                | 18                     | 65                     | —                      | —                      | —                      | 87                     | 120                    | —                      | 34                     | 34                     |                 |                                                |
| "—" značí, že se nahrávka neumístila v hitparádách nebo v tomto území ani nebyla vydána | |                        |                        |                        |                        |                        |                        |                        |                        |                        |                        |                 |                                                |

## Extended play
| Název                       | Detaily o EP                                                  |
| --------------------------- | ------------------------------------------------------------- |
| The Blue Album              | - Vydáno: 2000 - Vydavatelství: samovydavatel                 |
| Same Girl, New Songs        | - Vydáno: 2001 - Vydavatelství: samovydavatel                 |
| The Bite Back EP            | - Vydáno: 13. prosince 2005 - Vydavatelství: Interscope       |
| Gives You Hell: The Remixes | - Vydáno: 3. února 2009 - Vydavatelství: DGC, Interscope      |
| The Wind Blows: The Remixes | - Vydáno: 2. června 2009 - Vydavatelství: DGC, Interscope     |
| I Wanna: The Remixes        | - Vydáno: 11. srpna 2009 - Vydavatelství: DGC, Interscope     |
| Flatline EP                 | - Vydáno: 13. listopadu 2012 - Vydavatelství: DGC, Interscope |
| Send Her to Heaven          | - Vydáno: 16. července 2019 - Vydavatelství: Epitaph          |

## Singly
| Název                                                                                   | Rok  | Umístění v hitparádách | Umístění v hitparádách | Umístění v hitparádách | Umístění v hitparádách | Umístění v hitparádách | Umístění v hitparádách | Umístění v hitparádách | Umístění v hitparádách | Umístění v hitparádách | Umístění v hitparádách | Certifikace                                                       | Album                     |
| Název                                                                                   | Rok  | US                     | US Pop                 | AUS                    | AUT                    | CAN                    | GER                    | IRL                    | NZ                     | SCO                    | UK                     | Certifikace                                                       | Album                     |
| --------------------------------------------------------------------------------------- | ---- | ---------------------- | ---------------------- | ---------------------- | ---------------------- | ---------------------- | ---------------------- | ---------------------- | ---------------------- | ---------------------- | ---------------------- | ----------------------------------------------------------------- | ------------------------- |
| "Swing, Swing"                                                                          | 2002 | 60                     | 17                     | —                      | —                      | —                      | —                      | —                      | —                      | 10                     | 13                     | - BPI: Silver                                                     | The All-American Rejects  |
| "The Last Song"                                                                         | 2003 | —                      | —                      | —                      | —                      | —                      | —                      | —                      | —                      | 71                     | 69                     |                                                                   | The All-American Rejects  |
| "Time Stands Still"                                                                     | 2003 | —                      | —                      | —                      | —                      | —                      | —                      | —                      | —                      | —                      | —                      |                                                                   | The All-American Rejects  |
| "Dirty Little Secret"                                                                   | 2005 | 9                      | 4                      | 73                     | —                      | —                      | —                      | 47                     | —                      | 13                     | 18                     | - RIAA: 6× Platinum - BPI: Platinum                               | Move Along                |
| "Move Along"                                                                            | 2006 | 15                     | 9                      | 73                     | —                      | 7                      | —                      | —                      | —                      | 39                     | 42                     | - BPI: Silver                                                     | Move Along                |
| "It Ends Tonight"                                                                       | 2006 | 8                      | 8                      | 52                     | —                      | 39                     | —                      | —                      | 39                     | 42                     | 66                     |                                                                   | Move Along                |
| "Gives You Hell"                                                                        | 2008 | 4                      | 1                      | 3                      | 7                      | 4                      | 15                     | 16                     | 18                     | 9                      | 18                     | - RIAA: 9× Platinum - ARIA: Platinum - BPI: Platinum - RMNZ: Gold | When the World Comes Down |
| "The Wind Blows"                                                                        | 2009 | —                      | 34                     | —                      | —                      | —                      | —                      | —                      | —                      | —                      | —                      |                                                                   | When the World Comes Down |
| "I Wanna"                                                                               | 2009 | 92                     | 28                     | 15                     | 42                     | —                      | 45                     | —                      | —                      | 84                     | 84                     | - ARIA: Gold                                                      | When the World Comes Down |
| "Beekeeper's Daughter"                                                                  | 2012 | —                      | 38                     | —                      | —                      | —                      | —                      | —                      | —                      | 96                     | 132                    |                                                                   | Kids in the Street        |
| "Kids in the Street"                                                                    | 2012 | —                      | —                      | —                      | —                      | —                      | —                      | —                      | —                      | —                      | —                      |                                                                   | Kids in the Street        |
| "Heartbeat Slowing Down"                                                                | 2012 | —                      | —                      | —                      | —                      | —                      | —                      | —                      | —                      | —                      | —                      |                                                                   | Kids in the Street        |
| "There's a Place"                                                                       | 2015 | —                      | —                      | —                      | —                      | —                      | —                      | —                      | —                      | —                      | —                      |                                                                   | Singly bez alb            |
| "Sweat"                                                                                 | 2017 | —                      | —                      | —                      | —                      | —                      | —                      | —                      | —                      | —                      | —                      |                                                                   | Singly bez alb            |
| "Send Her to Heaven"                                                                    | 2019 | —                      | —                      | —                      | —                      | —                      | —                      | —                      | —                      | —                      | —                      |                                                                   | Send Her to Heaven        |
| "Me vs. the World"                                                                      | 2020 | —                      | —                      | —                      | —                      | —                      | —                      | —                      | —                      | —                      | —                      |                                                                   | Singly bez alb            |
| "Flagpole Sitta"                                                                        | 2024 | —                      | —                      | —                      | —                      | —                      | —                      | —                      | —                      | —                      | —                      |                                                                   | Singly bez alb            |
| "—" značí, že se nahrávka neumístila v hitparádách nebo v tomto území ani nebyla vydána |      |                        |                        |                        |                        |                        |                        |                        |                        |                        |                        |                                                                   |                           |

### Promo singly
| "My Paper Heart"                                                                        | 2003 | —  | The All-American Rejects  |
| "Top of the World"                                                                      | 2006 | —  | Move Along                |
| "Mona Lisa (When the World Comes Down)"                                                 | 2008 | —  | When the World Comes Down |
| "Real World"                                                                            | 2009 | —  | When the World Comes Down |
| "Someday's Gone"                                                                        | 2012 | 49 | Kids in the Street        |
| "Walk Over Me"                                                                          | 2012 | —  | Kids in the Street        |
| "—" značí, že se nahrávka neumístila v hitparádách nebo v tomto území ani nebyla vydána |      |    |                           |

## Videografie

### Video alba
| Název                                          | Detaily o albu                                          | Umístění v hitparádě | Certifikace  |
| Název                                          | Detaily o albu                                          | US Video             | Certifikace  |
| ---------------------------------------------- | ------------------------------------------------------- | -------------------- | ------------ |
| Live from Oklahoma... The Too Bad for Hell DVD | - Vydáno: 30. září 2003 - Vydavatelství: DreamWorks     | —                    | - RIAA: Gold |
| Live at the Wiltern LG DVD                     | - Vydáno: 20. dubna 2006 - Vydavatelství: Interscope    | —                    |              |
| Tournado                                       | - Vydáno: 17. července 2007 - Vydavatelství: Interscope | 7                    |              |
| Schooled                                       | - Vydáno: 5. srpna 2007 - Vydavatelství: Office Max     | —                    |              |

### Videoklipy
| Rok  | Píseň                                   | Režisér                     | Reference |
| ---- | --------------------------------------- | --------------------------- | --------- |
| 2003 | "Swing, Swing"                          | Marcos Siega                | [ 30 ]    |
| 2003 | "The Last Song"                         | Charles Jensen              | [ 31 ]    |
| 2003 | "Time Stands Still"                     | Meiert Avis                 | [ 32 ]    |
| 2003 | "My Paper Heart"                        | Atom Rothlein Jeff Richter  | [ 33 ]    |
| 2005 | "Dirty Little Secret"                   | Marcos Siega                | [ 34 ]    |
| 2006 | "Move Along"                            | Marc Webb                   | [ 35 ]    |
| 2006 | "Top of the World"                      | Brandon Driscoll Luttringer | [ 36 ]    |
| 2006 | "It Ends Tonight"                       | Wayne Isham                 | [ 37 ]    |
| 2008 | "Mona Lisa (When the World Comes Down)" | neznámé                     | [ 38 ]    |
| 2008 | "Gives You Hell"                        | Marc Webb                   | [ 39 ]    |
| 2009 | "The Wind Blows"                        | Rich Lee                    | [ 40 ]    |
| 2009 | "I Wanna" (UK version)                  | Rich Lee                    | [ 41 ]    |
| 2009 | "I Wanna" (US version)                  | Paul Hunter                 | [ 42 ]    |
| 2011 | "Someday's Gone"                        | Jon Danovic                 | [ 43 ]    |
| 2012 | "Beekeeper's Daughter"                  | Isaac Rentz                 | [ 44 ]    |
| 2012 | "Kids in the Street"                    | Jon Danovic                 | [ 45 ]    |
| 2012 | "Walk Over Me"                          | Jon Danovic                 | [ 46 ]    |
| 2015 | "There's a Place"                       | Catherine Hardwicke         | [ 47 ]    |
| 2017 | "Sweat" / "Close Your Eyes"             | Jamie Thraves               | [ 48 ]    |
| 2019 | "Send Her to Heaven"                    | Parker Croft                | [ 49 ]    |
| 2019 | "Gen Why? (DGAF)"                       | neznámé                     | [ 50 ]    |

## Spoluumělec
| Název | Píseň                                      | Album                                              |
| ----- | ------------------------------------------ | -------------------------------------------------- |
| 2006  | "Can't Take It" (El Camino Prom Wagon Mix) | Hadi v letadle                                     |
| 2007  | "The Future Has Arrived"                   | Robinsonovi                                        |
| 2007  | "Night Drive" (Acoustic)                   | Punk Goes Acoustic 2                               |
| 2007  | "It Ends Tonight" (Acoustic)               | MTV Presents Laguna Beach: Summer Can Last Forever |
| 2008  | "Jack's Lament"                            | Nightmare Revisited                                |
| 2009  | "Real World"                               | Transformers: Pomsta poražených                    |
| 2009  | "Sierra's Song"                            | Soundtrack 90210                                   |
| 2010  | "The Wind Blows" (Skrillex Remix)          | Download to Donate for Haiti                       |
| 2010  | "The Poison"                               | Almost Alice                                       |
| 2010  | "Move Along" (Live)                        | Warped Tour 15th Anniversary Celebration           |